# Macrobulbon (Bulbophyllum)
Macrobulbon es una sección del género Bulbophyllum perteneciente a la familia de las orquídeas. La especie tipo es: Bulbophyllum macrobulbum J.J. Sm. 1910
Se caracteriza por los grandes pseudobulbos de tamaño (de ahí el nombre de sección), las flores grandes de tamaño en múltiples inflorescencias y los sépalos laterales connados por sus bordes anteriores.

## Especies
1. Bulbophyllum agastor Garay, Hamer and Siegrist 1996 Papúa New Guinea.
2. Bulbophyllum cruentum Garay, Hamer & Siegerist 1992 Papúa New Guinea y Irian Jaya.
3. Bulbophyllum fletcherianum Pearson 1914 New Guinea.
4. Bulbophyllum hashimotoi Yukawa & Karasawa 1997 New Guinea.
5. Bulbophyllum macrobulbum J.J. Sm. 1910 TYPE New Guinea.
6. Bulbophyllum orthosepalum Verm. 1993 Papúa y New Guinea.
7. Bulbophyllum phalaenopsis J.J. Sm. 1937 New Guinea.
8. Bulbophyllum spiesii Garay, Hamer & Siegerist 1990 Papúa New Guinea y Vanuatu.